# Veraldur
Veraldur (lit. "mundo" ou "grupo de homens"), segundo a faroesa Balada de Veraldur, era um filho do deus nórdico Odim. Se imagina que esse nome, personalizado na balada, era um epíteto do deus Freir.

## Vida
Veraldur era um filho do deus Odim, segundo a Balada de Veraldur. Na obra, Veraldur velejou à Zelândia para obter o casamento com a filha do rei apesar dos avisos de Odim. O rei da Zelândia desgostava-o e enganou-o para que caísse no tonel de cerveja situado num "salão de pedra", onde se afogou. Quando Odim descobriu o ocorrido, decidiu morrer e ir para Asgardo, onde seus seguidores seriam recebidos após suas mortes.

## Paralelos
Na História da Noruega do século XII e na Saga dos Inglingos do historiador islandês Esnorro Esturleu do século XIII, relata-se a morte do rei suíone Fliolmo ao cair numa tina de hidromel enquanto visitava, na Zelândia, o rei Frodo III. O mesmo se pode dizer do rei suíone Hundingo, mencionado no Livro I do Feitos dos Danos de Saxão Gramático do século XII, que se afogou num jarro de cerveja ao cair nele durante um banquete que organizara.